# Shawn Pyfrom
Shawn Caminiti Pyfrom (ur. 16 sierpnia 1986 w Tampie) – amerykański aktor, występował w roli Andrew Van De Kampa w popularnym serialu ABC Gotowe na wszystko.

## Życiorys
Urodził się w Tampie, na Florydzie. Ma pochodzenie włoskie ze strony matki. Dorastał wraz ze starszym bratem Chrisem i młodszą siostrą Amber na Florydzie. W 1993, gdy ukończył siódmy rok życia, jego rodzina przeprowadziła się do Los Angeles.
W wieku dwunastu lat pojawił się na małym ekranie w krótkometrażowym telefilmie Dyniowy człowiek (Pumpkin Man), miniserialu HBO Od Ziemi do Księżyca (From the Earth to the Moon), telewizyjnym dramacie sensacyjnym Skrzydło i modlitwa (A Wing and a Prayer) z Jeffem Yagherem, serialu CBS Szpital Dobrej Nadziei (Chicago Hope), sitcomie ABC Ellen z Ellen DeGeneres, serialu CBS Lekarze z Miasta Aniołów (L.A. Doctors) u boku Sheryl Lee oraz sitcomie ABC The Drew Carey Show.
W 2004 jego starszy brat namówił go do wzięcia udziału w castingu do serialu ABC Gotowe na wszystko (Desperate Housewives), w którym zabłysnął jako homoseksualny Andrew Van De Kamp.
W lutym 2014 Pyfrom przyznał się, że od lat był uzależniony od narkotyków i alkoholu, jednak od ponad roku jest już trzeźwy.

## Filmografia
- 1998: Z Ziemi na Księżyc (From the Earth to the Moon) jako dziesięcioletni chłopiec
- 1998 A Wing and a Prayer jako Justin
- 1998 Pumpkin Man jako Austin
- 1999 H-E Double Hockey Sticks jako Lewis
- 1999 Come On, Get Happy: The Partridge Family Story jako Danny Bonaduce/Danny Partridge
- 1999 Podaj dalej (Pay It Forward) jako Shawn
- 2000 A Day In a Life jako Jeremy
- 2001 Wielka misja Maxa Keeble’a (Max Keeble’s Big Move) jako Bus Prankster
- 2003 My Life with Men jako Sam
- 2004–2012 Gotowe na wszystko (Desperate Housewives) jako Andrew Van De Kamp
- 2006 Na psa urok (The Shaggy Dog) jako Trey
- 2006 The Jake Effect jako Orson Carlyle
- 2006 The Darkroom jako Stanley
- 2006 Stanley's Dinosaur Round-Up jako Lionel
- 2009 Tanner Hall jako Hank
- 2009 The Juggler jako numizmatyk
- 2011 The Sexy Dark Ages jako Rowan
- 2013 Lincoln: Historia zamachu (Killing Lincoln) jako Szeregowy John W. Nichols
- 2014 Skin jako Matthew
- 2017 Hard Surfaces jako Adrian Jacobs
- 2018 Randy's Canvas jako Butch
- 2018 Hellbent jako Billy